# Margaret Millar
Margaret Ellis Millar, z d. Sturm (ur. 5 lutego 1915 w Berlinie w Ontario, zm. 26 marca 1994 w Montecito w Kalifornii) – amerykańska pisarka pochodzenia kanadyjskiego, autorka powieści kryminalnych. Jej mężem był Ross Macdonald, który pisał pod tym pseudonimem, aby nie być mylonym z żoną.

## Powieści (wybór)
- Pięknym za nadobne (Do Evil in Return, 1950)
- Rose's Last Summer (1952)
- Beast in View (1955)
- Gładkie słówka (An Air That Kills lub The Soft Talkers, 1957)
- Śmierć w hotelu (Czytelnik 1981, „Seria z jamnikiem”, ISBN 83-07-00277-X, tłum. Irena Szymańska) (The Listening Walls, 1959)
- Opiekun (The Fiend, 1964)